# Magnolia liliifera
Magnolia liliifera là một loài thực vật có hoa trong họ Magnoliaceae. Loài này được (L.) Baill. mô tả khoa học đầu tiên năm 1868.